# Karl-Günther Bechem
Karl-Günther Bechem (21 de dezembro de 1921 – 3 de maio de 2011) foi um automobilista alemão que participou dos Grandes Prêmios da Alemanha de Fórmula 1: 1952 e 1953.